# Sukkerplante-slægten
Sukkerplante-slægten (Stevia) er en slægt af stauder og buske, som er udbredt med mere end 150 arter i Syd- og Mellemamerika. Her omtales kun den ene art, som er (eller måske bliver) økonomisk relevant under danske forhold.
| Arter |

- Sukkerplante (Stevia rebaudiana)

## Anvendelse
Det oprindelige folkeslag i Paraguay, Guaraníerne, har brugt planten i århundreder som sødemiddel i deres afkog af paraguaykristtorn (Ilex paraguariensis), maté. I dag forskes der intenst i mulighederne for dyrkning og industriel anvendelse af plantens indhold.
EU-kommissionen besluttede den 11. november 2011 at godkende steviol og steviaglycosider som fødevaretilsætningsstof. Steviaglycosider er desuden godkendt som fødevaretilsætningsstof og/eller kosttilskud i en lang række andre lande.
Ny dansk forskning indikerer, at stevia rebaudiana måske kan bruges i behandling af type-2 diabetes, da det aktive stof steviosid tyder på at have færre bivirkninger end nuværende behandling.[kilde mangler] Dog mangler yderligere forskning.
Stevia som sødemiddel
Stevia blev i 2011 godkendt som sødemiddel til brug i EU.
Stevia sødemidlet, er et alternativ til sukker. Stevia sødemidlet er fremstillet naturligt og uden tilsætningsstoffer. Stevia er igennem de senere år blevet brugt af diabetespatienter, da det ikke indeholder naturligt sukker, som diabetespatienter ikke kan tåle. Stevia sødemidlet er desuden uden ret mange kalorier, og bliver derfor også brugt af folk på lav-kulhydrat diæter.
Stevia sødemidlets smag har en langsommere indtræden og en længere virkning end almindelig sukker. De meget høje ekstrakter, kan dog være en anelse bitre, og have en lakridslignende eftersmag. Stevia sødemidlet findes i ekstrakter op til 3-400 gange mere sødme end almindelig sukker.  Stevia har fået meget opmærksomhed, både herhjemme men også i udlandet, pga. dens egenskaber med lavt kulhydratindhold, samt lavt sukkerindhold.